# Всеукраїнський турнір юних хіміків
Всеукраїнський турнір юних хіміків (ВТЮХ) — командно-особисте змагання, в якому школярі мають розв'язувати складні хімічні проблемні завдання, подавати рішення в переконливій формі і захищати їх у науковій дискусії (хімічному бою).
Турнір юних хіміків проходить у два етапи: регіональний (міський, обласний) і всеукраїнський (фінальний).

## Історія
В кінці 80-х років XX сторіччя ідея створити турнір для школярів, як наукове змагання, що поєднює елементи захисту дисертації, виступу на конференції і винахідницької діяльності виникла у фізиків Московського державного університету ім. М. В. Ломоносова.

## Мета
- залучення школярів до практичної наукової діяльності
- навчання школярів норм і стилю роботи у творчих колективах
- посилення міжпредметних зв'язків
- активізація позакласної роботи з хімії
- створення умов для реалізації та розвитку творчих здібностей школярів
- формування у учнів інтересу до хімії
- пошук школярів, здатних застосовувати знання з хімії та знаходити оригінальні технічні рішення
- залучення вчених, студентів і аспірантів до роботи зі школярами
- підвищення професійного рівня викладачів та вчителів

## Задачі
Для обговорення у ВТЮХ'у використовується заздалегідь опублікований список завдань. Це задачі відкритого типу (тобто такі, що не мають кінцевого і однозначного розв'язку), які допускають велику різноманітність підходів. Умови завдань сформульовані максимально стисло й не містять усіх необхідних для розв'язку даних, тому під час розв'язання слід самостійно зробити певні припущення, обрати модель для побудови відповіді. Завдання виконуються колективно. Розв'язок задач передбачає проведення самостійних експериментальних та теоретичних досліджень, також дозволяється використовувати будь-які літературні джерела і консультуватися зі спеціалістами.

### Вимоги до задач
1. Науковість: для вирішення проблеми учень повинен мати запас знань, що виходить за межі шкільної програми. Це формує бажання знати більше і глибше.
2. Неоднозначність розв'язку: задача не повинна мати однієї кінцевої відповіді чи розв'язку; краще якщо правильного рішення взагалі не існує
3. Широта проблеми: задача повинна торкатися якомого більшої кількості аспектів; чим ширше задача, тим цікавіше буде полеміка по ній
4. Іграбельність: задача має дозволяти велику різноманітність підходів до розв'язку; тоді бій буде максимально цікавим і насиченим

## Основні дійові особи
- члени журі (під керівництвом голови): згідно з класифікацією, що склалася на XV ВТЮХ'у всіх членів журі можна поділити на такі групи:
  - метри: кандидати і доктори наук, доценти, професори і старші наукові співробітники НДІ
  - дециметри: аспіранти і молодші наукові співробітники, іноді вже кандидати наук
  - сантиметри: студенти старших курсів ВНЗ
  - міліметри: тренери і керівники команд, які запрошені для участі у журі саме на цьому турнірі, всі члени журі з регіону, де проводиться фінальний етап, якщо вони ніколи до цього не брали участі в роботі журі ВТЮХ'у
- команди-учасники: команди складаються з 3-5 школярів. Участь у командах студентів суворо заборонена правилами
- експерт-консультант: затверджується наказом Міністерства освіти і науки України і відповідає за розгляд апеляцій і інтерпретацію спірних пунктів правил ВТЮХ'у
- лічильна комісія: як правило, представники навчального закладу на базі якого проводиться турнір чи тренери команд-учасників, які виконують перерахунок оцінок виставлених членами журі і кінцевий підрахунок балів, що набрали команди. В останні роки, по причині ускладнення системи підрахунку балів, процес рахування був автоматизований за допомогою комп'ютера, а роль лічильної комісії виконує один з членів журі.

## Особливості всеукраїнського (фінального) етапу

### Жеребкування
Для того, щоб розподілити команди по групах для проведення боїв проводиться жеребкування у вигляді демонстраційної олімпіади. У такому жеребкуванні командам пропонується різні завдання: малюнки, схеми, зашифровані рівняння хімічних реакцій, відеоролики експериментів, фрагменти кінофільмів і інше. Команди відповідають на завдання. В результаті жеребкування команди розподіляються по рівню знання хімії. На основі такого списку формуються групи, в яких будуть проходити відбіркові бої.

### Фінальний бій

#### Конкурс капітанів

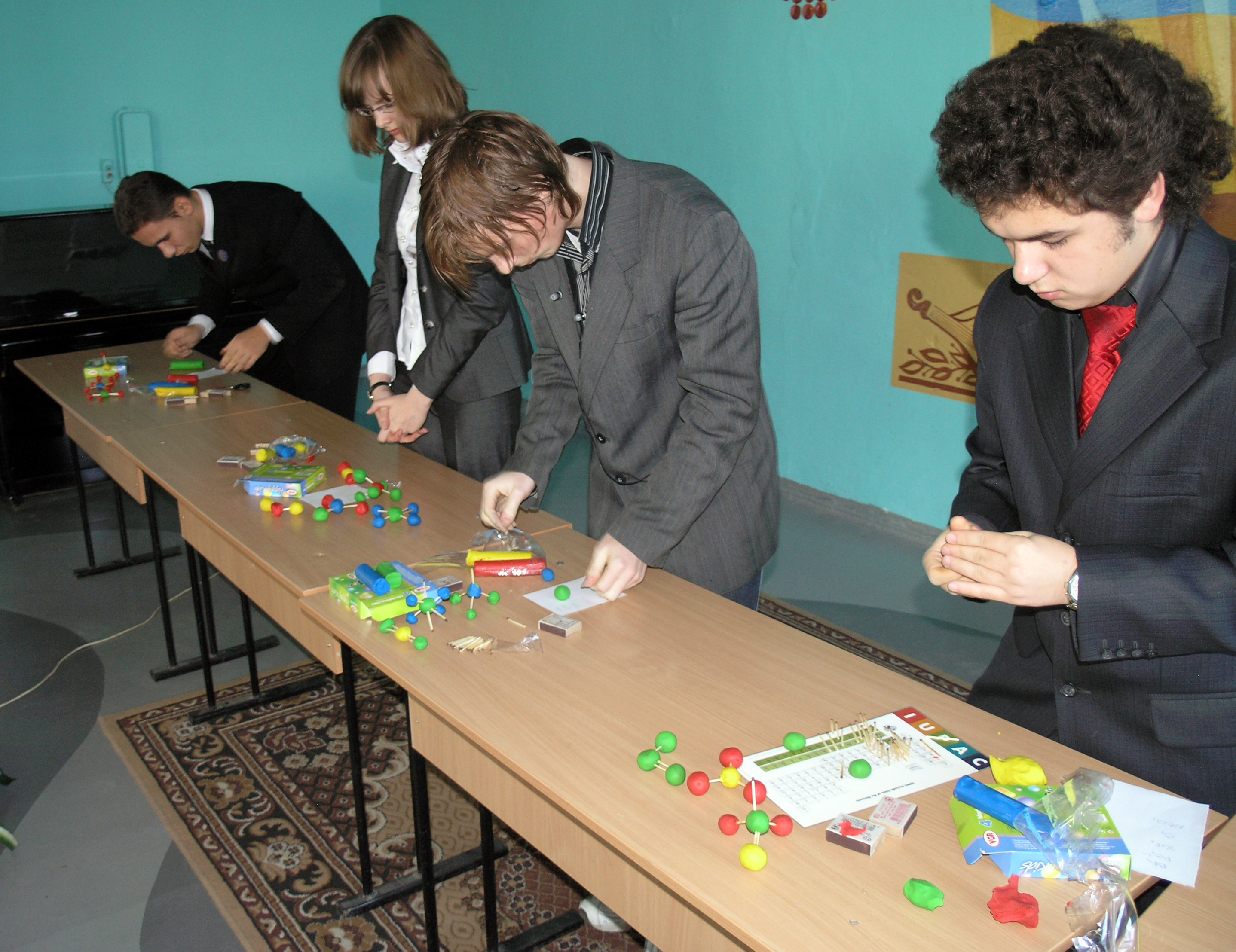
Капітани команд-фіналістів XVII ВТЮХ ліплять з пластиліну і сірників моделі сполук молекулярної будови і йонів, змагаючись у конкурсі капітанів

Конкурс капітанів фінального бою завжди більш видовищний, в порівнянні з конкурсами капітанів відбіркових етапів. Він складається з декількох турів:
- практичний: капітани виконують певне експериментальне завдання, наприклад, титрують (XV ВТЮХ) чи ліплять з пластиліну і сірників моделі сполук молекулярної будови і іонів (XVII ВТЮХ)
- теоретичний: капітани відповідають на запитання з хімічної теорії: називають прилади, що демонструються їм на картинках (XIII ВТЮХ), відгадують вчених по портретам та підказкам (XV ВТЮХ)
- хімічна «Своя гра»: капітани відповідають на питання різного характеру з різною цінністю, за правилами подібними правилам телевізійного шоу «Своя гра»[1]. Родзинкою «Свояку» є категорії «Сміхохімія», «Хімічні казуси» і інші категорії з гумористичним нахилом. Їх дуже полюбляє публіка.

Капітан, що набрав найбільшу кількість балів за всі тури, отримує право першим обирати порядок вибору ролі

#### Новий пакет задач
Правила Всеукраїнського турніру юних хіміків допускають проведення фінального бою всеукраїнського (фінального) етапу по абсолютно новому пакету завдань. Цей пакет формується членами журі безпосередньо перед видачею його командам з задач, складених членами журі протягом турніру. Команди самостійно, без керівників і тренерів, без мобільного зв'язку і Інтернету протягом 8 годин (з ранку) готують відповіді на ці задачі.
Глядачі і керівники команд дізнаються про умови задач лише під час проведення фінального бою. Фінал проходить за тими ж самими правилами, що й звичайний. Фінали по нових пакетах завдань проводились у 2006 (XIV ВТЮХ, Івано-Франківськ), 2007 (XV ВТЮХ, Львів) та 2008 роках (XVI ВТЮХ, Євпаторія).

## Місця проведення і переможці
| ВТЮХ  | Рік  | Місто                 | Переможець                                                                                |
| ----- | ---- | --------------------- | ----------------------------------------------------------------------------------------- |
| I     | 1993 | Одеса                 | команда Рішельєвського ліцею м. Одеси                                                     |
| II    | 1994 | Одеса                 | збірна команда Одеського відділення Малої академії наук України м. Одеси                  |
| III   | 1995 | Одеса                 | команда Технічного ліцею м.Києва                                                          |
| IV    | 1996 | Южне                  | збірна команда Республіки Білорусь и команда Рішельєвського ліцею м. Одеси                |
| V     | 1997 | Тернопіль             | команда Рішельєвського лицею м. Одеси                                                     |
| VI    | 1998 | Дніпропетровськ       | команда Харківського фізико-математичного ліцею № 27 і збірна команда м. Дніпропетровська |
| VII   | 1999 | Одеса                 | команда Ришельєвського ліцею м. Одеси                                                     |
| VIII  | 2000 | Луганськ              | команда Луганського медичного ліцею                                                       |
| IX    | 2001 | Луцьк                 | команда Академічної гімназії № 45 м. Харкова                                              |
| X     | 2002 | Харків                | збірна команда Волинского відділення Малої академії наук України м. Луцьк                 |
| XI    | 2003 | Рівне                 | команда Академічної гімназії № 45 м. Харкова                                              |
| XII   | 2004 | Кам'янець-Подільський | збірна команда м. Рівне                                                                   |
| XIII  | 2005 | Київ                  | команда середньої школи № 50 ім.А. С. Макаренка м.Львова                                  |
| XIV   | 2006 | Івано-Франківськ      | команда Рішельєвського ліцею м. Одеси                                                     |
| XV    | 2007 | Львів                 | команда Львівського фізико-математичного ліцею                                            |
| XVI   | 2008 | Євпаторія             | команда середньої школи № 50 ім. А. С. Макаренка м. Львова                                |
| XVII  | 2009 | Суми                  | збірна команда м. Харкова і команда Львівського фізико-математичного ліцею                |
| XVIII | 2010 | Вінниця               | команда Львівського фізико-математичного ліцею                                            |
| XIX   | 2011 | Черкаси               |                                                                                           |